# Hengshan Shuiku (reservoar i Kina, Shanxi)
Hengshan Shuiku är en reservoar i Kina. Den ligger i provinsen Shanxi, i den norra delen av landet, omkring 220 kilometer nordost om provinshuvudstaden Taiyuan. Hengshan Shuiku ligger 1 234 meter över havet. Arean är 0,23 kvadratkilometer. Trakten runt Hengshan Shuiku består i huvudsak av gräsmarker. Den sträcker sig 0,8 kilometer i nord-sydlig riktning, och 0,5 kilometer i öst-västlig riktning.
Genomsnittlig årsnederbörd är 679 millimeter. Den regnigaste månaden är juli, med i genomsnitt 165 mm nederbörd, och den torraste är januari, med 4 mm nederbörd.